# Política de Maldivas
Maldivas es una República presidencialista, donde el presidente es el jefe de gobierno y de estado. El poder ejecutivo es ejercido por el gobierno, que es nombrado por el presidente. El poder legislativo es ejercido por la asamblea, denominada Majlis. Por su parte, el sistema judicial se basa en la Sharia, siendo los jueces nombrados por el presidente.

## Historia
Un referéndum en 1968 instauraba una constitución que ha sido revisada en 1970, 1972, 1975 y 1997. Ibrahim Nasir, primer ministro durante el sultanato, se convertía en el nuevo presidente. Nació como un sistema unipartidista dominado por la élite agrupada en el Partido Dhivehi Rayyithunge, aunque en la práctica no era un partido político pues estos estaban prohibidos. A partir de 2003 hubo varias manifestaciones en contra del gobierno, cediendo este prometiendo reformas políticas. Así, en 2005, se legalizaron los partidos políticos, siendo el primer partido en registrase el opositor Partido Demócrata de Maldivas. Le siguió el partido oficialista. Otros partidos políticos son los islámicos Partido Democrático Islámico y Partido de la Justicia. El 29 de octubre de 2008 las primeras elecciones pluripartidistas del país dieron la victoria al antiguo preso político Mohamed Nasheed, triunfo que fue reconocido por el presidente Maumoon Abdul Gayoom dando así paso a una novedosa alternancia en el gobierno del país.

## Poder ejecutivo
El presidente es elegido cada cinco años por la Majlis y es ratificado en el cargo por un referéndum popular. No existe límite de tiempo para ejercer el cargo.
El actual presidente es Mohamed Muizzu, en el cargo desde 2023.

## Poder legislativo
La Asamblea (Majlis) está formada por 50 miembros, elegidos cada cinco años. 42 miembros son elegidos por voto popular, dos por cada isla administrativa, y ocho son nombrados directamente por el presidente.